# Colm Moriarty
Colm Moriarty (Dublin, 12 juni 1979) is een professioneel golfer uit Ierland.

## Amateur
Sinds 2001 vertegenwoordigt Moriarty zich bij internationale toernooien. Als amateur is hij in 2001 en 2002 al naar de Tourschool geweest, maar zonder succes.

### Gewonnen
- 2002: South of Ireland Amateur

### Teams
- Walker Cup: 2003 (winnaars)

## Professional
Moriarty werd pas in 2003 professional en speelt sinds 2005 op de Europese Challenge Tour. Zijn sponsor is Glasson Golf Club. In 2007 won hij twee toernooien: de FIRSTPLUS Wales Challenge op de Challenge Tour en het Wensum Valley International Open op de PGA EuroPro Tour.
In 2010 kwalificeerde hij zich op Kingsbairn voor het Brits Open. Van de 72 spelers was hij een van de drie die de kwalificatie haalde. Op St Andrews haalde hij de cut en eindigde op de 37ste plaats.

### Gewonnen

#### PGA EuroPro Tour
- 2007: Wensum Valley International Open.

#### Challenge Tour
- 2007: FIRSTPLUS Wales Challenge